# 虹揚橋
虹揚橋，位於臺灣臺中市西屯區，中山高速公路（國道一號）台中交流道南側，承載道路為朝馬路。是台中市跨越筏子溪的重要橋梁。

## 概述
由於台中都會區交通動脈的台灣大道連接國道一號台中交流道、文心路、環中路等多條主要道路車流之故，已達運量飽和，加上來往台中工業區與中部科學園區台中基地的通勤車流又日益增多，台中市政府開始闢建多條跨越筏子溪河岸的道路計畫。其中有「二十四號道路開闢工程」、「市政路延伸計畫」、「青海路（此路段現更名為福科路）跨越筏子溪橋樑」及「台中生活圈特三號道路」等。後者即是在台中交流道南側興建一座跨越橋，以舒緩鄰近之台灣大道東海橋車流，即是虹揚橋。

## 工程
二十四號道路開闢工程之橋樑段，計畫起自台中市足球場旁，與環中路交會後，跨越中山高速公路及筏子溪，從台灣高鐵之高架路線下方鑽過，再銜接縣道127號安和路。全長1121公尺，路面寬度25公尺，配置雙向四車道，中央並設置分隔島以及防眩光板。其中跨越筏子溪的部分興建了一座178公尺長的紅色下承式拱橋，即為虹揚橋之主體。計畫由國登營造股份有限公司承建，2000年7月開工，2002年1月完工。橋下方亦設有公園可供遊憩。
完工後的虹揚橋編入朝馬路的一段，大大舒緩了台灣大道的車流。其美觀的紅色拱橋橋體，與北邊不遠處福科路上藍色的福安橋互相輝映，成為台中市另一新地標。

## 特色
虹揚橋採用紅色的橋體，晚間亦有造景燈光的設置。可變換不同的色彩。行經台灣大道、安和路、環中路、中彰快速道路以及中山高速公路台中交流道一帶的車輛皆能欣賞到橫跨在高速公路上方的虹揚橋。虹揚橋也成為了台中市入口意象之新都市景觀。

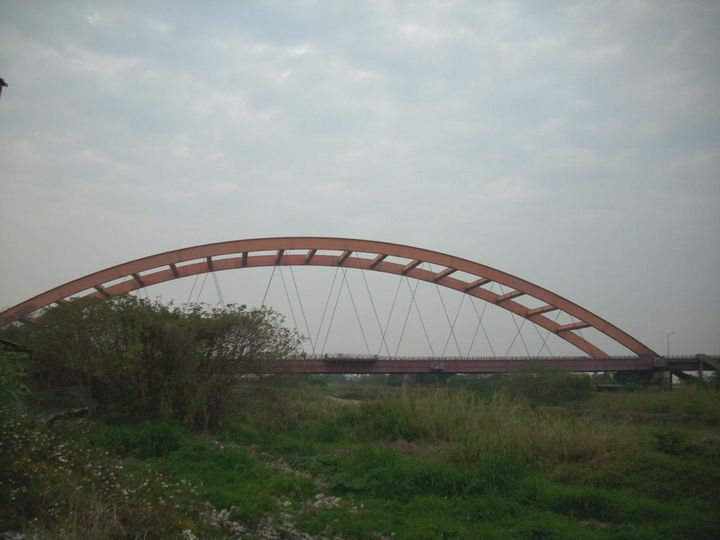
位在臺中市西屯區朝馬路的虹揚橋橫跨筏子溪